# Ny2 Arae
Ny2 Arae (ν2 Arae, förkortat Ny2 Ara, ν2 Ara)  är en ensam stjärna belägen i den östra delen av stjärnbilden Altaret. Den har en skenbar magnitud på 2,93 och är svagt synlig för blotta ögat där ljusföroreningar ej förekommer. Baserat på parallaxmätning inom Hipparcosuppdraget på ca 6,4 mas, beräknas den befinna sig på ett avstånd på ca 510 ljusår (ca 160 parsek) från solen.

## Egenskaper
Ny2 Arae är en blå till vit underjättestjärna av spektralklass B9.5 III-IV, som visar funktioner fördelade mellan underjätte- och jättestjärnstadiet. Den har en radie som är ca 3,3 gånger större än solens och utsänder från dess fotosfär ca 85 gånger mera energi än solen vid en effektiv temperatur av ca 9 400 K.
Ny2 Arae presenteras ibland som Ypsilon2 Arae (υ2 Arae).